# خوان غريس
خوسيه فيكتوريانو غونثاليث بيريث (بالإسبانية: Juan Gris)‏ (بالإسبانية: José Victoriano González-Pérez، ولد في 23 مارس 1887، مالقة، إسبانيا - توفي في 11 مايو 1927 في بولون-بيانكور، فرنسا) والمعروف باسم خوان غريس، رسام ونحات إسباني. عاش وعمل تقريباً كل حياته في فرنسا، ارتبطت أعماله ارتباطا وثيقاً بالتكعيبية أو الرسم التكعيبي مع ظهور أسلوب فني مبتكر.

## حياته
ولد خوان غريس في 23 مارس 1887 بمدريد (إسبانيا)، تلقى دراسته الأولى في مدريد، وانصرف عن دراسة الهندسة ليلتحق بمرسم الفنان خوسيه ماريا كربونيرو. بدأ تدريس الرسم باعتماد مبادئ الفن الجديد، ولكنه ما لبث أن غادر مدريد واتجه نحو باريس منجذباً بمجد ابن بلده الصاعد بابلو بيكاسو، وحركتها الثقافية المتمثلة بالشعراء والفنانين: غيوم أبولينير وماكس جاكوب وبيير ريفري وغيرهم.
ساهم إسهامًا مهمًا في تهيئة مرحلة التصوير التكعيبي الثانية المرسومة بالتكعيبية التحليلية وتطويرها، وتجلى ذلك في السطوح المستوية ودوامها، وتركيب العناصر المتينة، وفي اتحاد الفراغ مع عناصر التكوين، وبهذا يكون خوان غريس قد أحدث ثورة تشكيلية في بداية القرن العشرين. كان خوان غريس في مرحلة فنية متقدمة عندما أرسى قواعد التصوير الجاد، تلك القواعد التي تتطلب من مرسيها مستوى رفيعاً من العلم والمعرفة وإمكانات فكرية خاصة، فكان بذلك أول من بيَّن الجوانب النظرية والجمالية في العمل الفني باستخدام التلصيق، والأوراق المصمغة التي استعملها عقب استعمال بيكاسو إياها عام 1912، ثم تطور تصوير خوان غريس بالانسلاخ شيئاً فشيئاً عن أقرانه مؤكداً اليسر والسهولة في مزجه الألوان باعتماد النهج الاتباعي في تشكيل البنية المعمارية للأشكال التي منحها حياة مهيبة شبه دينية.
أثرت تفضيلاته للوضوح والنظام على الحركة النقائية التي قادها أميديه أوزنفان ولو كوربوزييه، حيث كان غريس نموذجاً مهماً لحركة العودة إلى النظام التي شاعت بعد الحرب العالمية.

## انطلاقه
في عام 1906 انتقل إلى باريس وكون صداقه مع هنري ماتيس، جورج براك، فرناند ليجيه، ثم في عام 1915 رسمه صديقه اميديو موديلياني، وفي باريس إتبع غريس صديقاً آخر له ورجل ريفي وبابلو بيكاسو.
بالرغم من أنه قد قدم الفكاهة الحزينة في رسومه إلى المجلات مثل مجلة Le Rire وL'assiette au beurre وLe Charivari وLe Cri de Paris الفرنسية، فقد بدأ غريس الرسم بجد عام 1910، وبحلول عام 1912 كان قد وضع أسلوب التكعيبية الخاص به. لوحته لبيكاسو في 1912 تعد خطوة هامة للفن التكعيبي في هذا الوقت المبكر وتم الرسم بواسطه رسام آخر بخلاف بيكاسو وبراك. بالرغم من أن غريس اعتبر بيكاسو كمدرساً، إلا أن جيرترود شتاين كتبت في السيرة الذاتية لـ أليس توكلاس أن «خوان غريس كان الشخص الوحيد الذي تمنى بيكاسو أن يذهب».

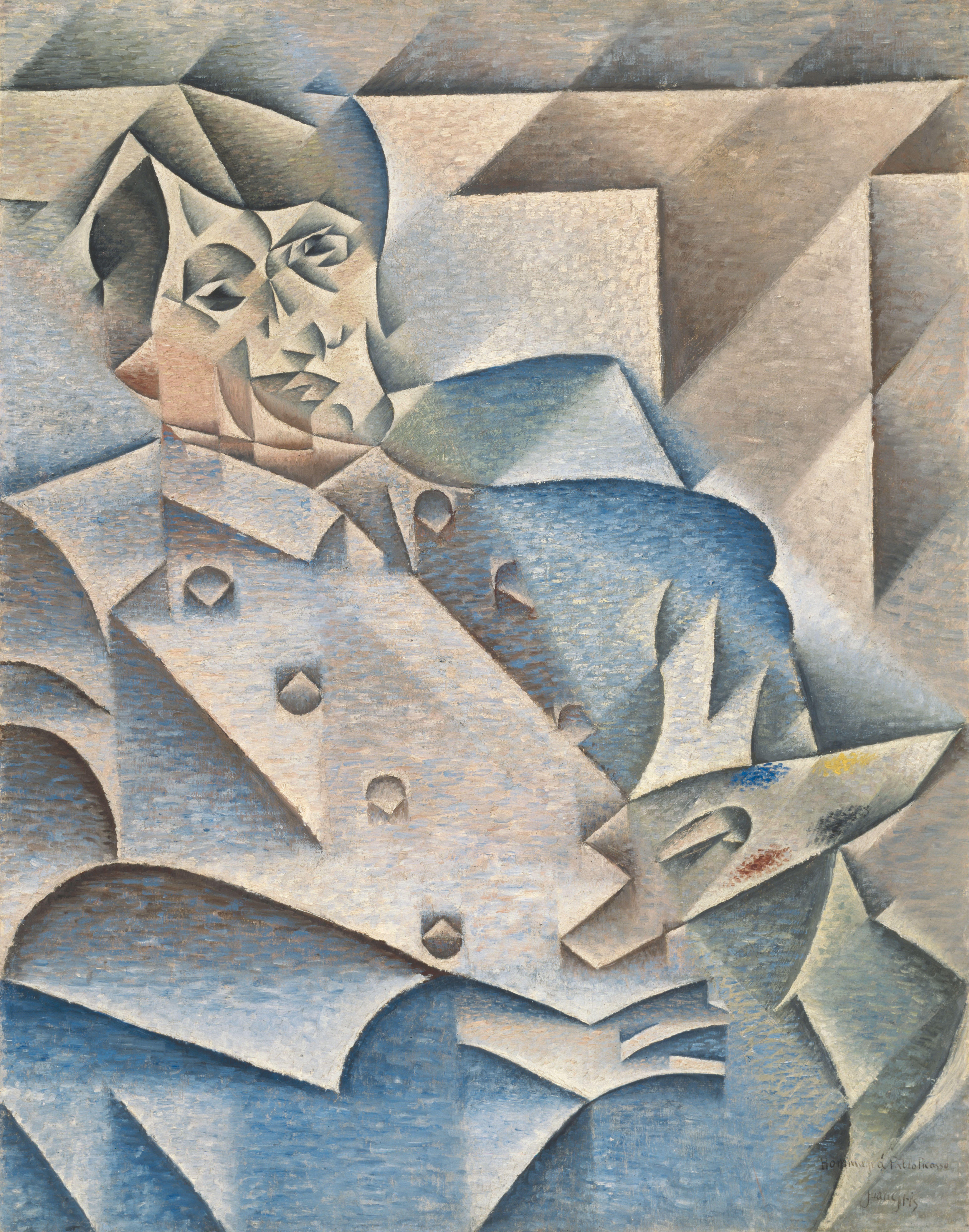
لوحة تكعيبية شخصية تصور بابلو بيكاسو للفنان خوان غريس، 1912 م

## وفاته
بعد أكتوبر 1925، غريس كان قد تدهورت حالته الصحية بسبب مرض بولينا (الفشل الكلوي) ومشاكل في القلب.
وتم دفنه في مدينة بولون-بيانكور (باريس) في 12 مايو 1927 عن عمر يناهز الأربعين عاماً تاركاً ورائه زوجته جوزيت وابنه جورج.

## سوق الفن
بيعت أغلى لوحة له في مزاد علني في نوفمبر 2010 وصل سعرها إلى 28.6 مليون دولار وكانت تسمى Violon et guitare

## من لوحاته
أشهر لوحاته: بورتريه بابلو بيكاسو - وقد رسمت عام 1912 م ومساحتها 74 × 93 سمزيت على قماش من مقتنيات معهد الفن في شيكاغو.

### بعض أعماله المختارة

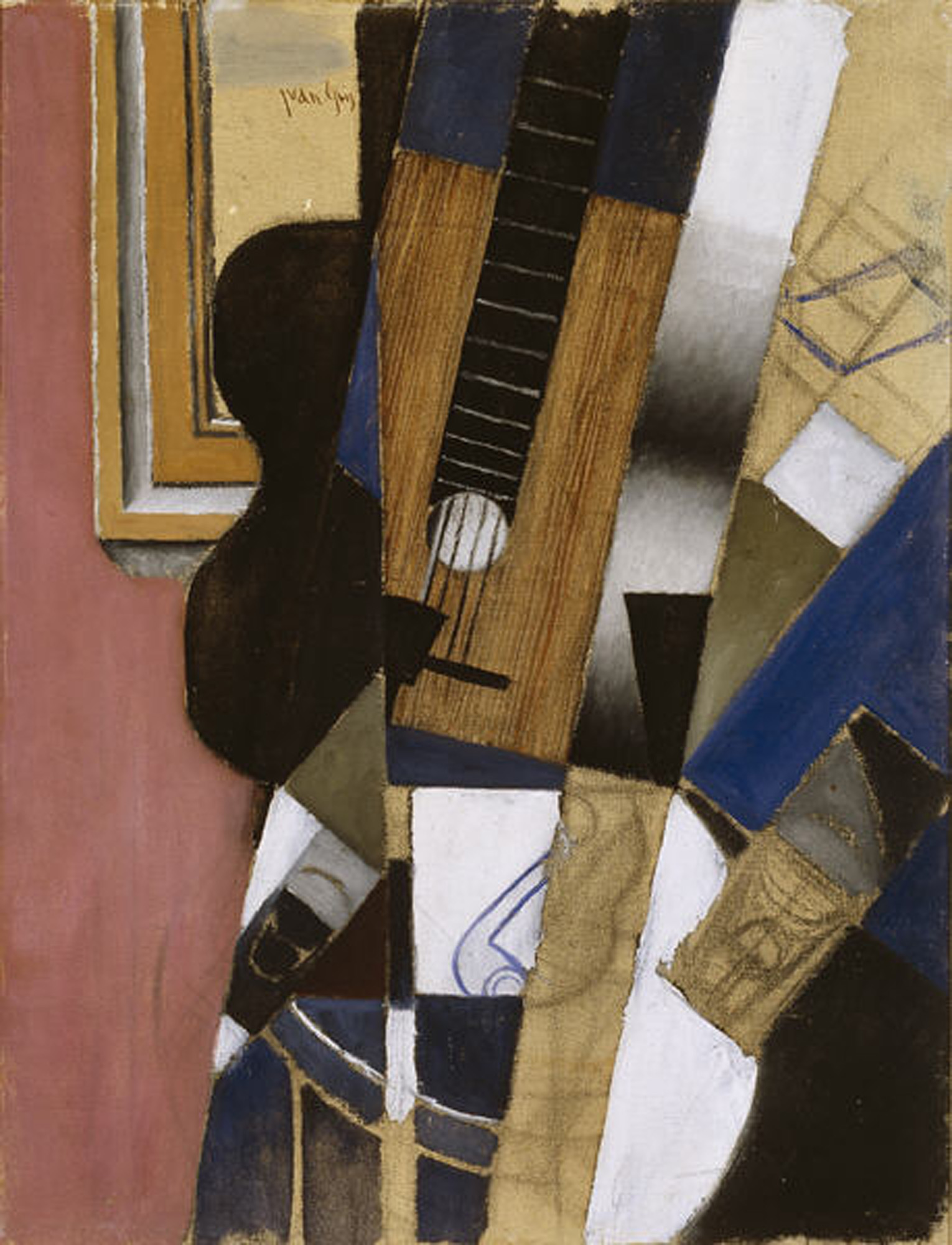
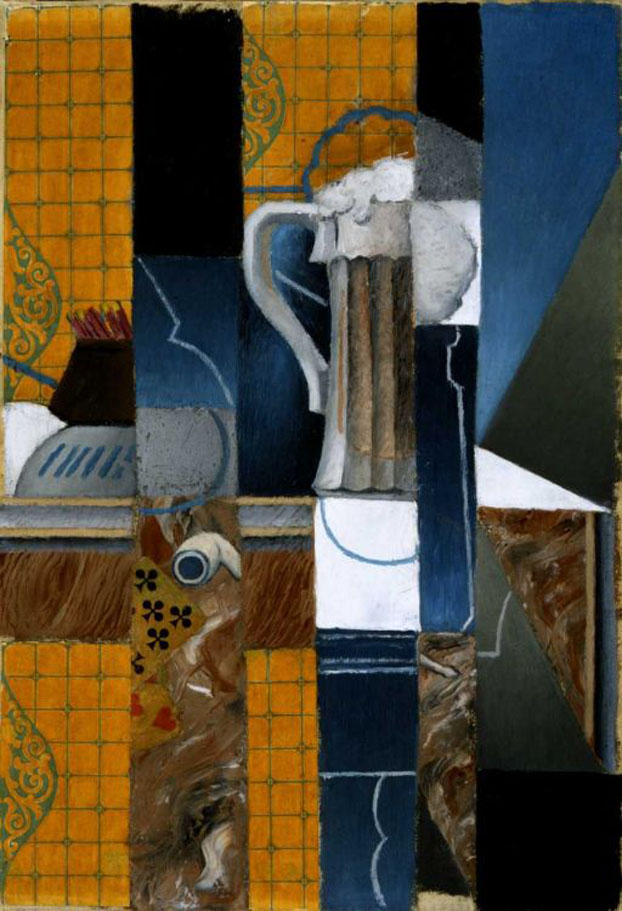
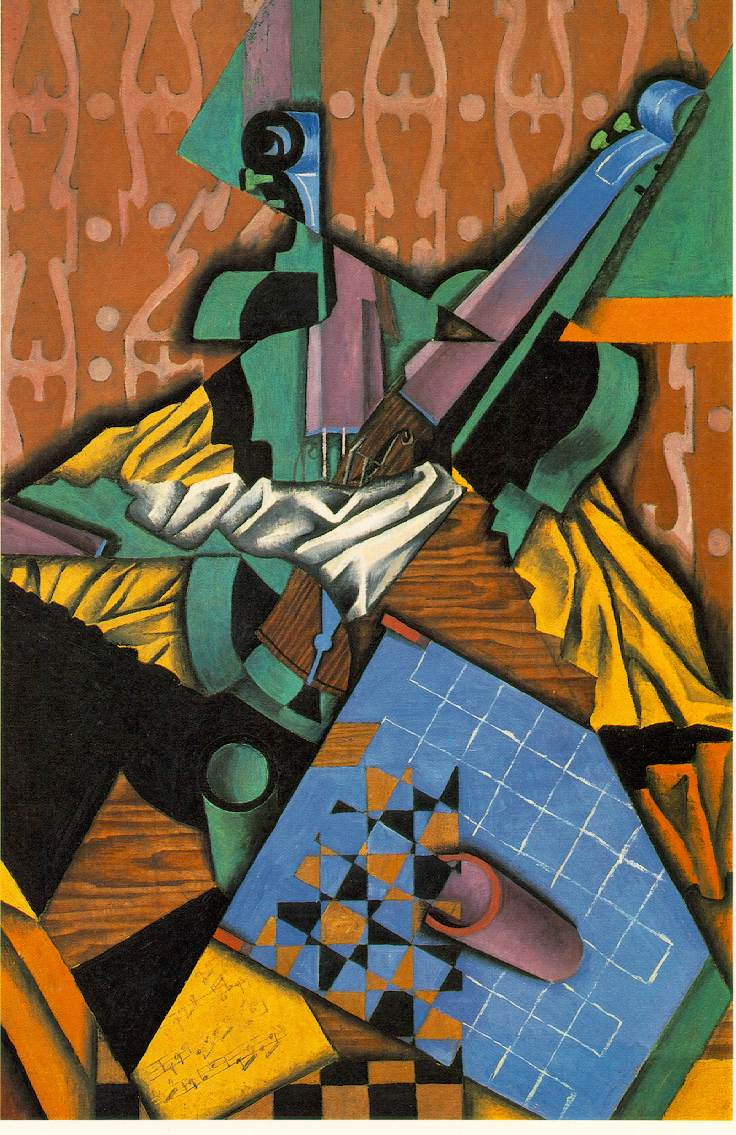
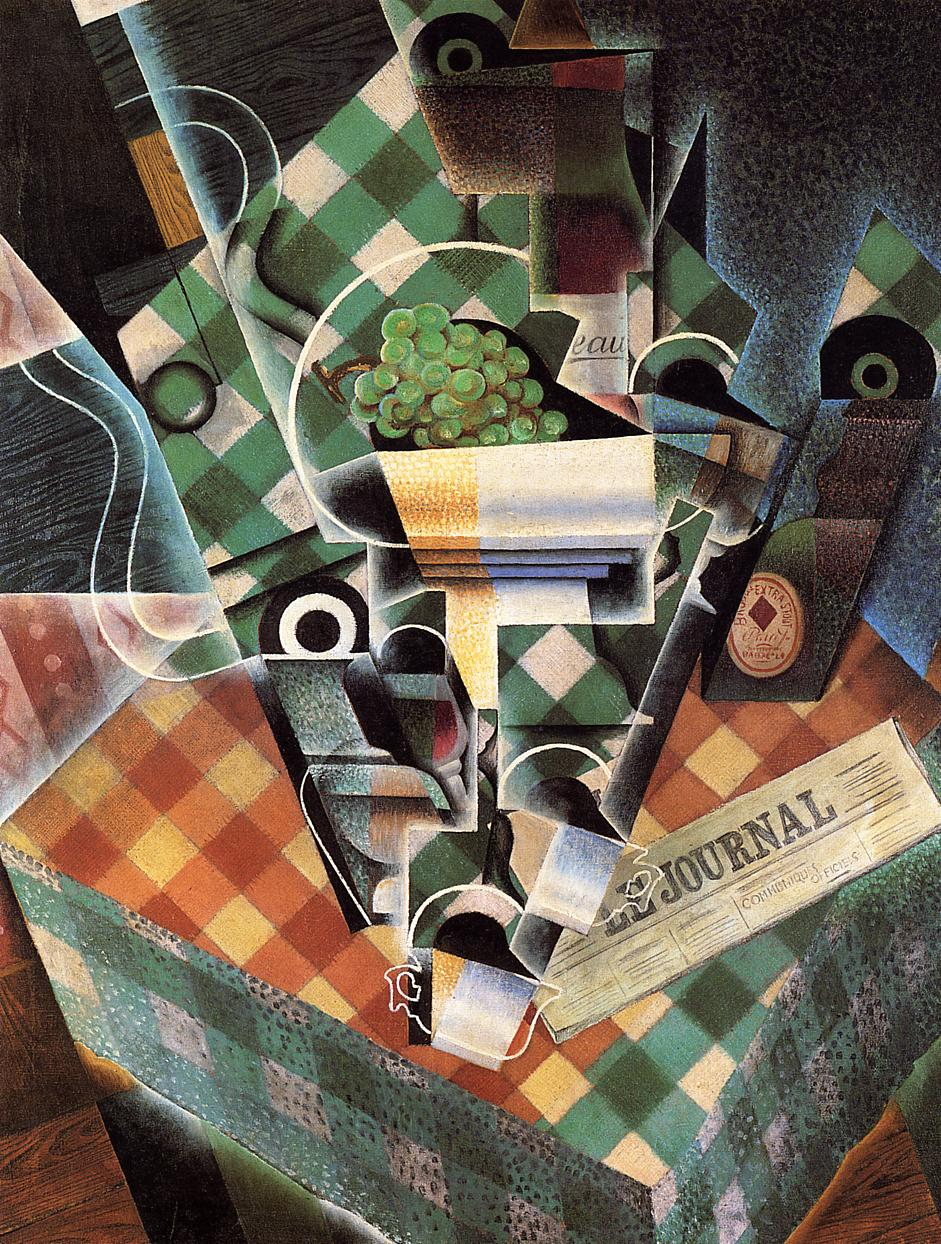
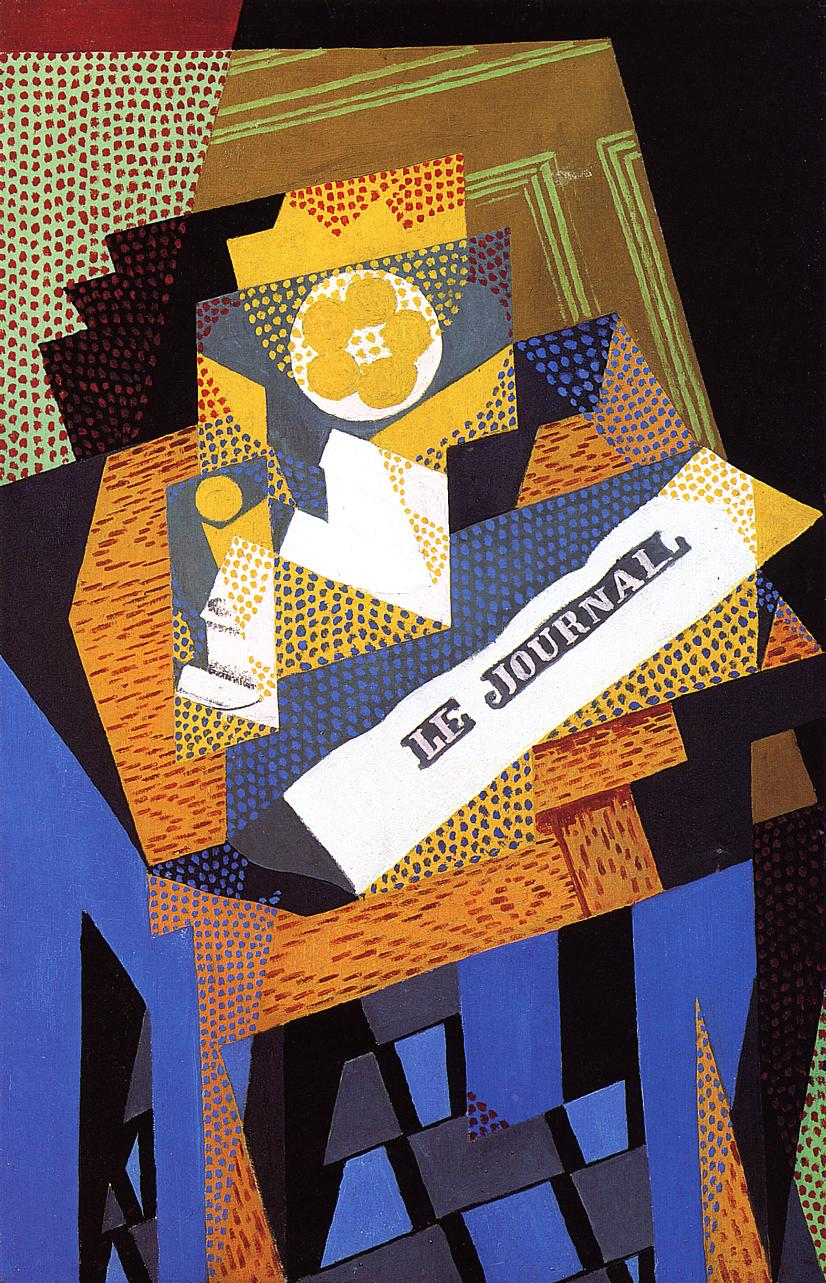
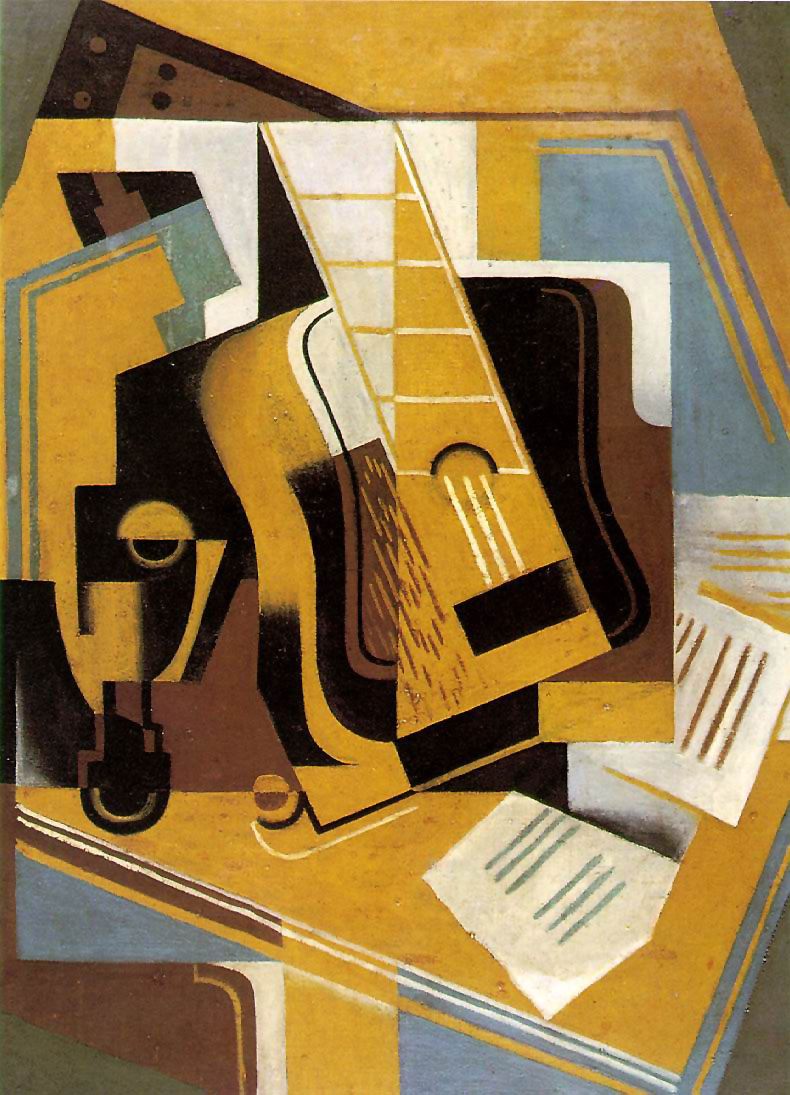
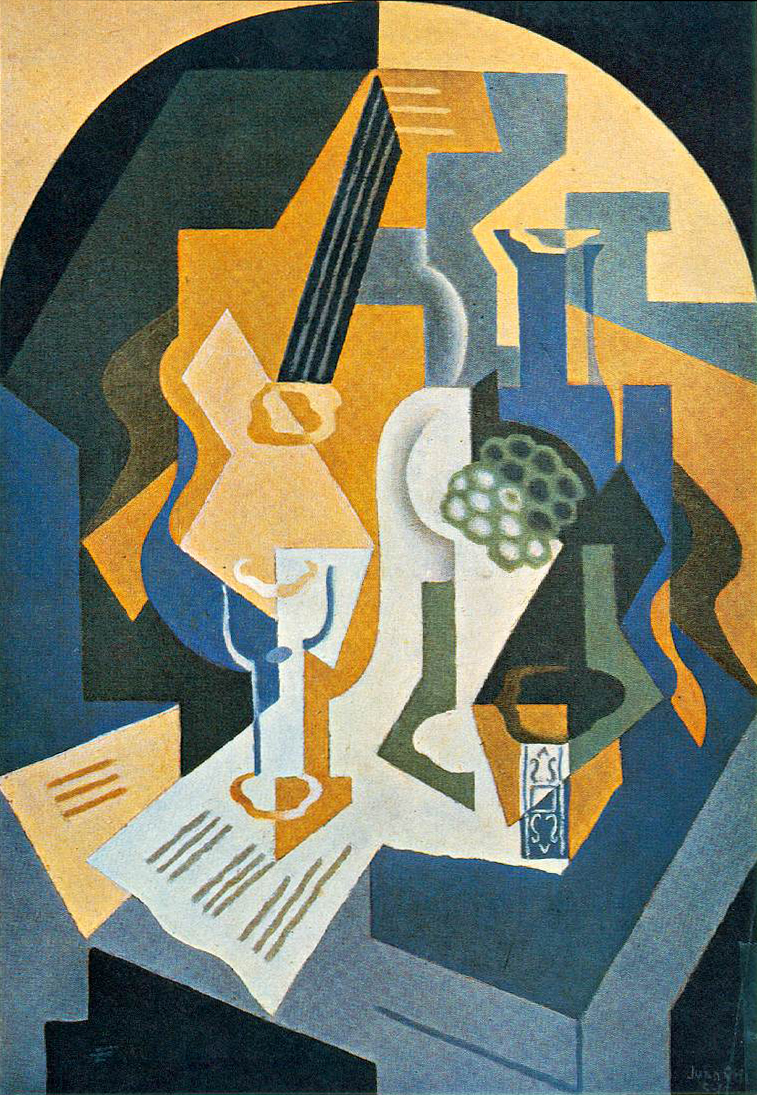
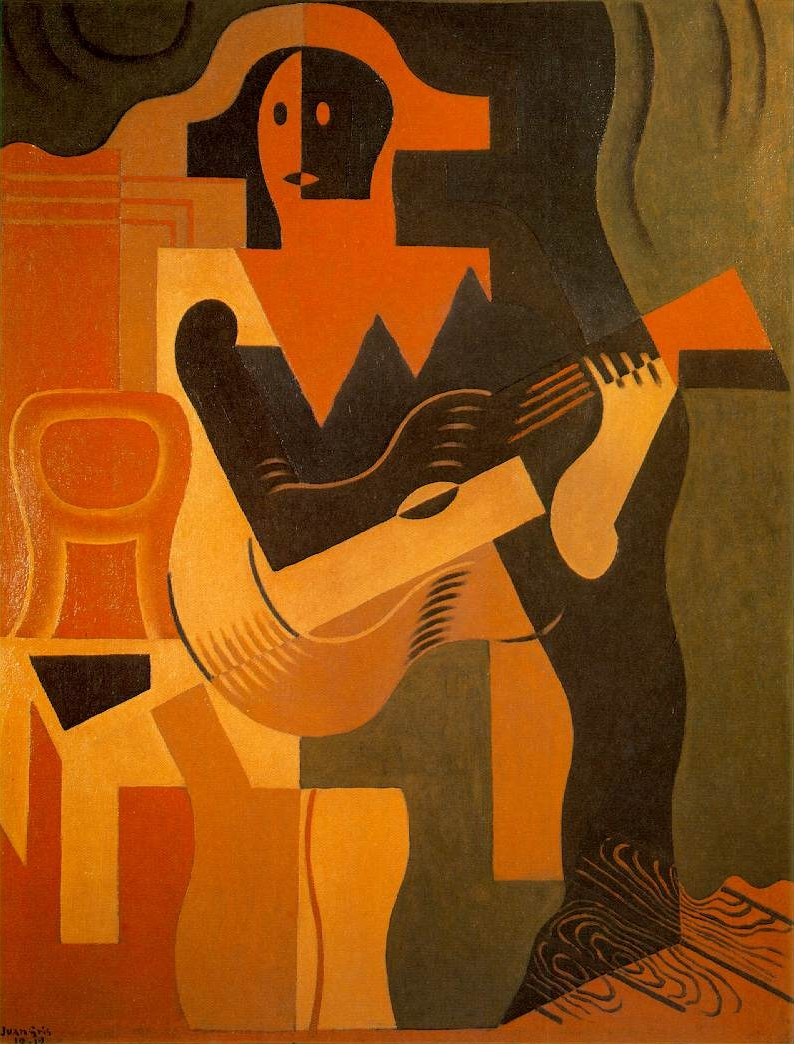
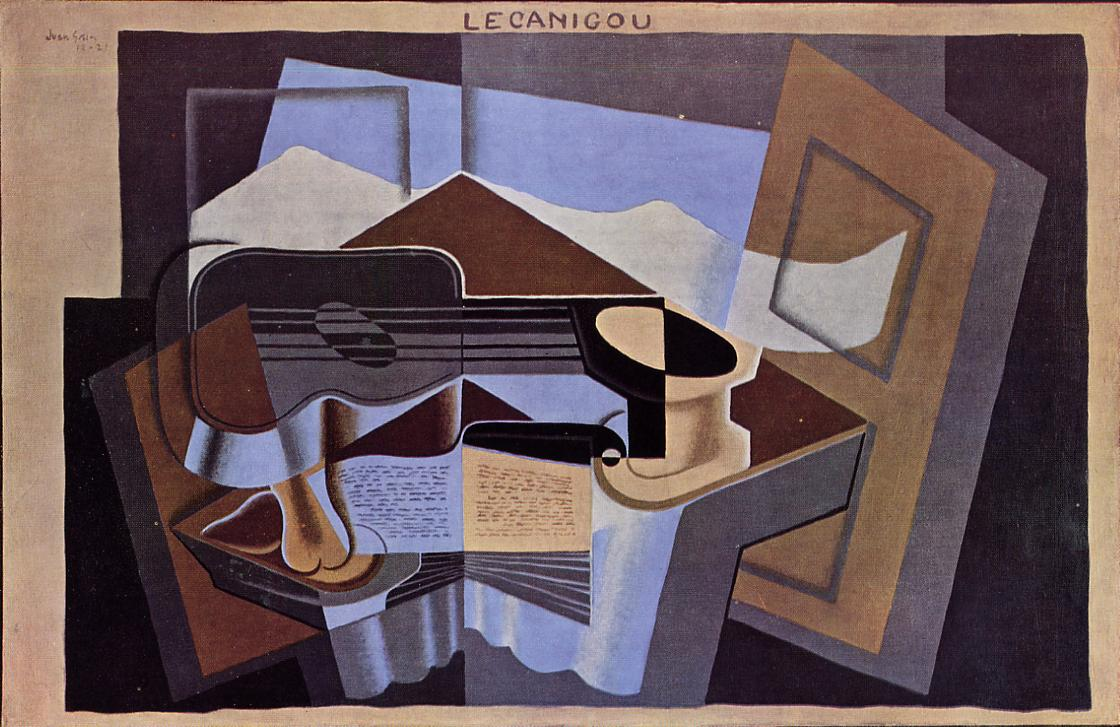

## وصلات خارجية
- خوان غريس على موقع الموسوعة البريطانية (الإنجليزية)
- خوان غريس على موقع ميوزك برينز (الإنجليزية)
- خوان غريس على موقع إن إن دي بي (الإنجليزية)
- خوان غريس على موقع ديسكوغز (الإنجليزية)

- (بالإسبانية) نبذة عن خوان غريس
- (بالإسبانية) خوان غريس
- (بالإنجليزية) أعمال خوان غريس الفنية